# Prognathogryllus mauka
Prognathogryllus mauka är en insektsart som beskrevs av Otte, D. 1994. Prognathogryllus mauka ingår i släktet Prognathogryllus och familjen syrsor. Inga underarter finns listade i Catalogue of Life.